# Батуринська сільська рада
Бату́ринська сільська рада (рос. Батуринский сельский совет) — сільське поселення у складі Шадрінського району Курганської області Росії.
Адміністративний центр — село Батурино.
Населення сільського поселення становить 1385 осіб (2017; 1670 у 2010, 2556 у 2002).
30 травня 2018 року до складу сільського поселення була включена територія площею 45,08 км² ліквідованої Кабанської сільської ради (село Велике Кабаньє, присілок Мохове).

## Склад
До складу сільського поселення входять:
| Населений пункт         | Населення, осіб (2002) | Населення, осіб (2010) |
| ----------------------- | ---------------------- | ---------------------- |
| Батурино, село          | 1552                   | 1130                   |
| Велике Кабаньє, село    | 301                    | 177                    |
| Камчатка, присілок      | 98                     | 54                     |
| Колесниково, присілок   | 231                    | 84                     |
| Комсомольська, присілок | 289                    | 191                    |
| Мохове, присілок        | 65                     | 29                     |
| Чистопольє, присілок    | 20                     | 5                      |